# صداع عنقودي
الصداع العنقودي 
(يرمز له CH من Cluster headache) هو اضطراب عصبي يميّز من خلال حدوث صداع قوي ومتكرر على جانب واحد من الرأس، ونمطياً حول العين. هناك عادة أعراض منفردة مصاحبة للصداع مثل تدمّع العينين واحتقان الأنف وحدوث انتفاخ منطقة العين وما حولها، بحيث بكون الألم مغطياً حتى جانب الرأس.
ينتمي الصداع العنقودي إلى مجموعة اضطرابات الصداع الأوليّة والمصنفة تحت اسم trigeminal autonomic cephalalgias. تشير تسمية الصداع العنقودي إلى نوبات الصداع المجتمعة والتي تحدث في نفس الوقت. عادة ما يصيب الأفراد نوبات متكررة من صداع شديد الألم وحيد الجانب. تحدث هذه النوبات عادة بشكل دوري، مع حدوث فترة هدوء فجائية بين نوبات الألم، على الرغم من أن 10 إلى 15% من الصداع العنقودي المزمن لا يصاحبه فترات هدوء.
يحدث هذا الاضطراب بما يعادل نسبة تصل إلى حوالي 0.2% من تعداد السكان العام، ويصيب هذا المرض الرجال أكثر من النساء بنسبة تتراوح بين 2.5-3.5 إلى 1.

## الأسباب
الاسباب المعروفة التي قد تسبب مرض الصداع العنقودي:
- أسباب وراثية وجينية
- إفراز الجسم المفاجئ للهستامين والسيروتونين
- إصابة جزء تحت المهاد من الدماغ
- التدخين
- الكحول
- الحرارة الشديدة

وقد تكون أسباب نفسية أو مجهولة تسبب الصداع.

## الأعراض
أعراض الصداع العنقودي عبارة عن نوبات متكررة من هجمات صداع أحادية الجانب تتسم بشدة الألم. و تصل مدة نوبة الصداع العنقودي النمطية من 15 إلى 180 دقيقة. كما إن معظم الحالات غير المعالجة والتى تقدربحوالي 75%من الحالات تدوم لأقل من 60 دقيقة.

## الوقاية
يقسم تدبير الصداع العنقودي إلى ثلاثة أقسام أساسية: علاج مجهض للنوبة وعلاج انتقالي وعلاج وقائي. تستخدم العلاجات الوقائية لتقليل تواتر نوبات الصداع العنقودي أو تجنب حدوثها، وتستخدم عادةً مع فرعي العلاج الآخرين.

### الفيراباميل
يوصى باستخدام الفيراباميل، وهو أحد حاصرات قنوات الكالسيوم، باعتباره الخط العلاجي الأول للوقاية من نوبات الصداع العنقودي. لم يستخدم الفيراباميل سابقًا كما ينبغي في علاج مرضى الصداع العنقودي. قد يلاحظ التحسن خلال 1.7 أسبوع وسطيًا في حالات الصداع العنقودي النوبي وخلال 5 أسابيع في حالات الصداع العنقودي المزمن عند استخدام جرعة تتراوح بين 160 و720 مغ (240 مغ/ يوم وسطيًا). يعتقد الباحثون أن العلاج الوقائي باستخدام الفيراباميل فعال؛ لأنه يؤثر على النظم اليوماوي وعلى الببتيدات المرتبطة بمورثة الكالسيتونين؛ إذ تتحكم قنوات الكالسيوم المعتمدة على الجهد في تحرر الأخيرة.

### القشرانيات السكرية
يدعم عدد قليل من الأدلة الفائدة طويلة الأمد للقشرانيات السكرية. وفي جميع الأحوال، يمكن استخدامها لفترة مؤقتة إلى أن تصبح الأدوية الأخرى فعالة؛ فهي تحقق الراحة في غضون ثلاثة أيام. يوقف هذا الصنف الدوائي عادةً بعد 8- 10 أيام من العلاج.

### الجراحة
قد يلجأ الأطباء إلى التحفيز العصبي لعلاج الحالات غير المستجيبة على العلاج الدوائي. وفي هذا الشأن، يتوفر إجراءان مفيدان هما: التحفيز العميق للدماغ وتحفيز العصب القذالي. أظهرت التجارب الأولى فائدة هذه الأساليب في علاج نحو 60% من الحالات. يلاحظ التحسن عادةً بعد أسابيع أو أشهر. ما يزال استخدام التحفيز الكهربائي للأعصاب عبر الجلد خاضعًا للدراسة.
يمكن استخدام عدد من الإجراءات الجراحية الأخرى، كبضع الجذور أو تخفيف انضغاط الأوعية الدموية الدقيقة، ولكن ما تزال الأدلة التي تدعمها محدودة، وسجلت حالات لأشخاص ازدادت فيها أعراضهم سوءًا بعد هذه الإجراءات.

### علاجات أخرى
يوصى باستخدام الليثيوم والميثيسرجيد والتوبيرامات كعلاجات بديلة، على الرغم من قلة الأدلة الداعمة لاستخدام الأخيرين، وهذا ينطبق على التيانبتين والميلاتونين والإرغوتامين. لا ينصح باستخدام حمض الفالبرويك والسوماتريبتان والأكسجين ضمن الإجراءات الوقائية. أظهرت حقن ذيفان السجقية (البوتوكس) نجاحًا محدودًا في هذا السياق. لم تكن الأدلة حول استخدام الباكلوفين وذيفان السجقية والكابسيسين واضحة.

## التدبير
يستخدم الأكسجين مع التريبتانات لعلاج نوبات الصداع العنقودي الحادة، ولكنهما لا يستخدمان بالقدر الكافي بسبب التشخيص الخاطئ للنوبة. يجب تجنب المنبهات أثناء النوبة كالكحول والنيتروغليسرين والقيلولة النهارية.

### الأكسجين
قد يساعد العلاج بالأكسجين في إجهاض النوبات، ولكنه لا يقي من النوبات المستقبلية. يعطى الأكسجين عادةً عن طريق قناع ذي كيس بمعدل 12- 15 لتر في الدقيقة لمدة 15- 20 دقيقة. أظهرت إحدى المراجعات تحسن نحو 70% من المرضى في غضون 15 دقيقة. ومع ذلك، ما يزال الدليل على فعالية إعطاء الأكسجين بنسبة 100% ضعيف. يمكن للأكسجين عالي الضغط –أكثر من ضعفي الضغط الجوي- أن يخفف الصداع العنقودي.

### التريبتانات
يستخدم السوماتريبتان، وهو العلاج الأساسي الآخر للنوبات الحادة، حقنًا تحت الجلد أو عبر الأنف. أثبتت الدراسات فائدة السوماتريبتان والزولميتريبتان في تحسين الأعراض الحادة مع تفوق السوماتريبتان. تملك التريبتانات تأثير مضيق للأوعية، وهذا يحد من استخدامها لدى المصابين بمرض القلب الإقفاري. قد تكون مركبات الإرغوت المضيقة للأوعية مفيدة، ولكن استخدامها في النوبات الحادة لم يخضع للدراسة الموسعة.

### المواد الأفيونية
لا ينصح باستخدام الأدوية الأفيونية في تدبير الصداع العنقودي، وقد يؤدي استخدامها إلى تفاقم الصداع. يرتبط استخدام المواد الأفيونية على المدى الطويل بحدوث متلازمات الاعتماد والإدمان والسحب المعروفة. يساهم وصف الأدوية الأفيونية أيضًا في تأخير التشخيص وسوء العلاج والتدبير.

### علاجات أخرى
قد يفيد تطبيق الليدوكائين داخل الأنف (في المنخر الموافق لجهة الإصابة) في علاج المرضى المقاومين على العلاج التقليدي.
بينت أحد الدراسات تفوق الأوكتريوتيد حقنًا تحت الجلد على العلاج الوهمي في علاج النوبات الحادة.